# جاك مارتن (لاعب كرة قدم)
جاك مارتن (بالإنجليزية: Jack Martin)‏ (10 ديسمبر 1904 في المملكة المتحدة - 1 مارس 1984 بغيتسهيد في المملكة المتحدة) هو لاعب كرة قدم بريطاني (وحمل سابقاً جنسية المملكة المتحدة لبريطانيا العظمى وأيرلندا) في مركز الهجوم. لعب مع ليدز يونايتد ونادي بوري ونادي دونكاستر روفرز ونادي ريدنغ ونادي كوناهس كواي وأكرينجتون ستانلي ‏ ونادي غيلفورد سيتي ودارلينجتون إف سى.

## وصلات خارجية
- جاك مارتن على موقع قاعدة بيانات كرة القدم.إي يو (الإنجليزية)
- جاك مارتن على موقع قاعدة بيانات كرة القدم.إي يو (الإنجليزية)